# 2001 QF331
2001 QF331, também escrito como 2001 QF331, é um objeto transnetuniano que está localizado no cinturão de Kuiper, uma região do Sistema Solar. Este corpo celeste está em uma ressonância orbital de 3:5 com o planeta Netuno. O mesmo possui uma magnitude absoluta de 7,87 e tem um diâmetro com cerca de 100 km.

## Descoberta
2001 QF331 foi descoberto no dia 19 de agosto de 2001 pelo astrônomo Marc W. Buie.

## Órbita
A órbita de 2001 QF331 tem uma excentricidade de 0,114 e possui um semieixo maior de 39,480 UA. O seu periélio leva o mesmo a uma distância de 34,989 UA em relação ao Sol e seu afélio a 43,971 UA.